# Tōbu
Tobu Railway Co., Ltd. (東武鉄道株式会社, Tōbu Tetsudō Kabushiki-gaisha), is een privé-spoorwegmaatschappij die actief is in de regio Groot-Tokio in Japan. Het hoofdkwartier van de maatschappij bevindt zich in Sumida.

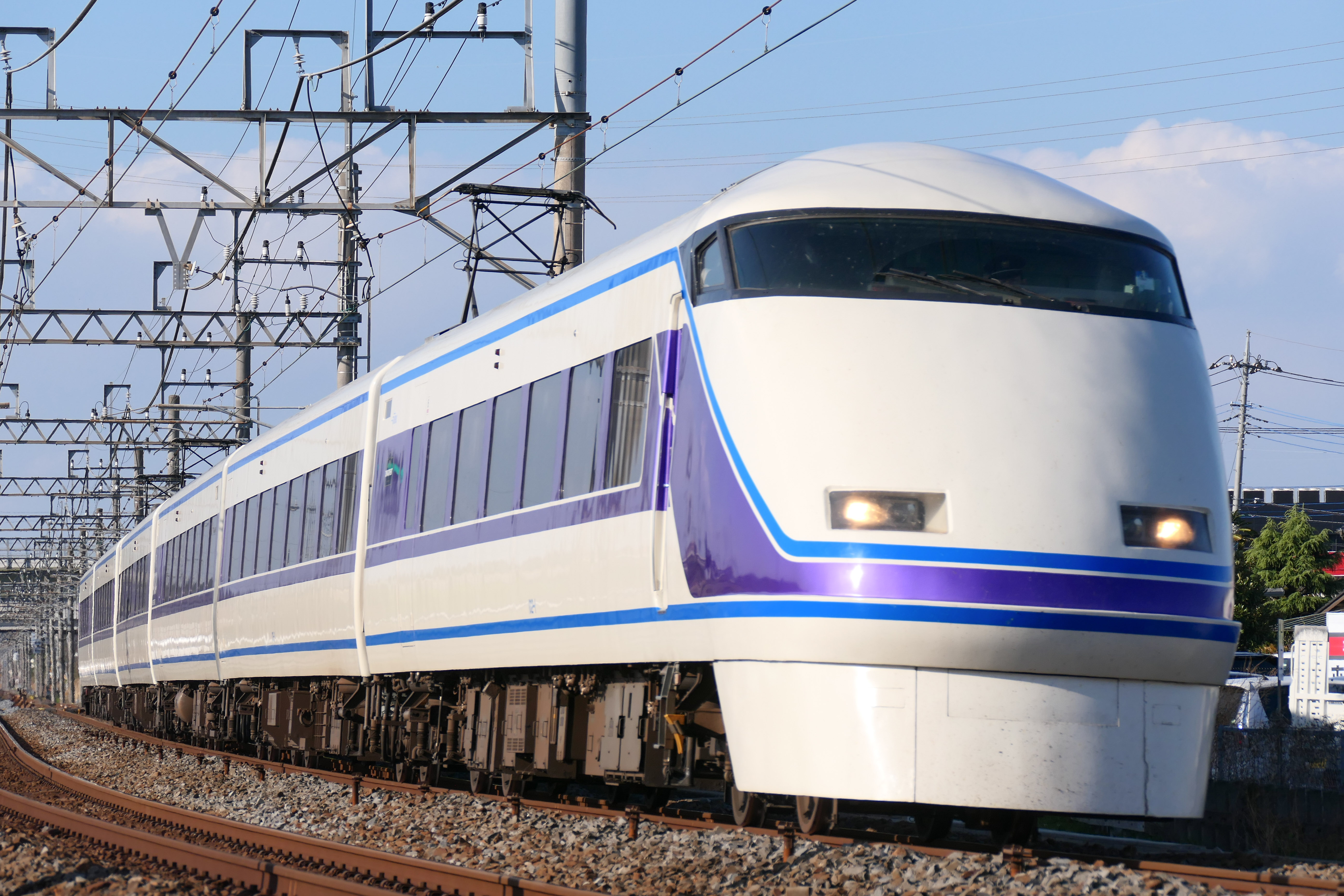
Trein van de 100 serie Spacia.

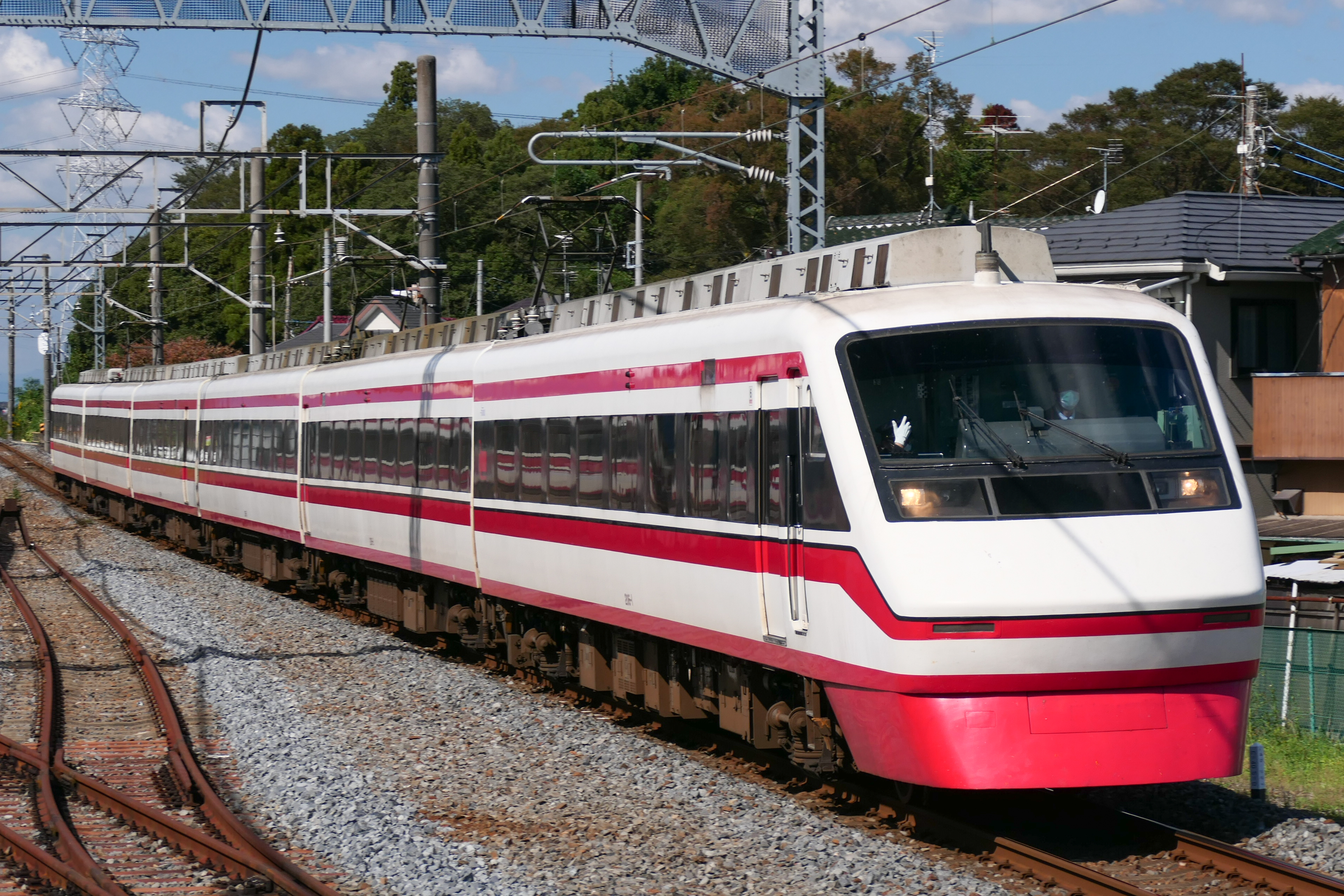
Trein van de 200 serie Ryōmō.

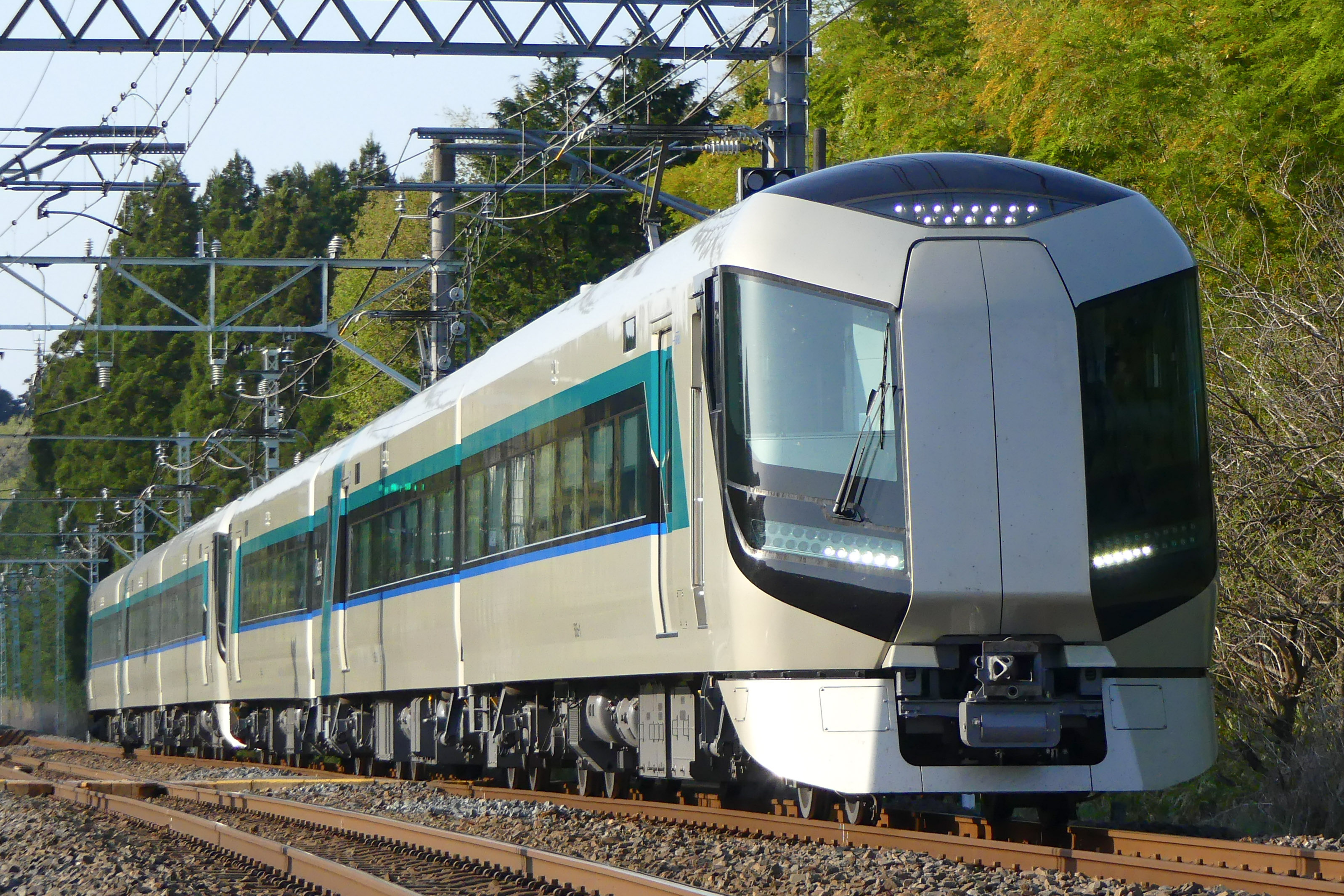
Trein van de 500 serie Revaty.

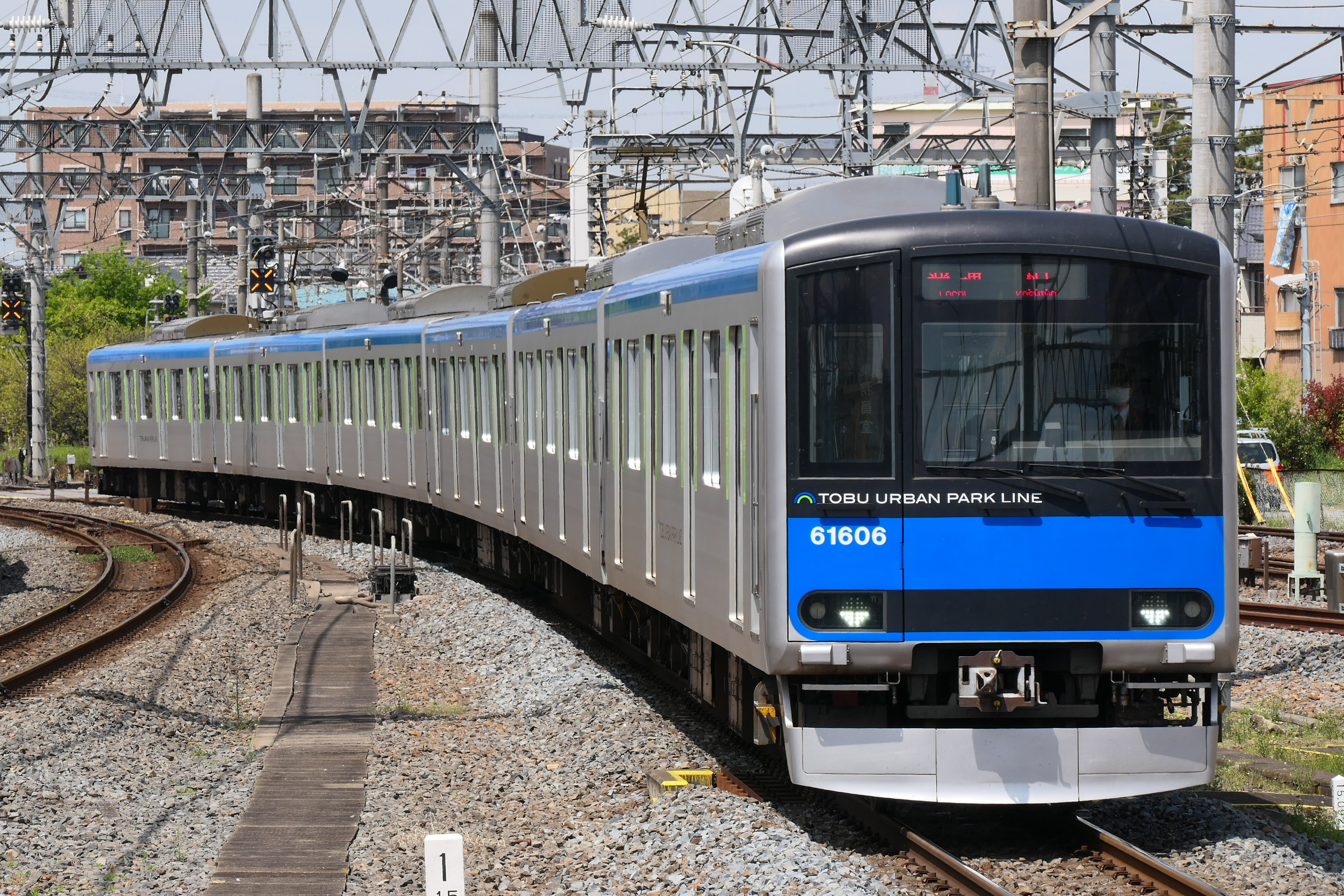
Trein van de 60000 serie.

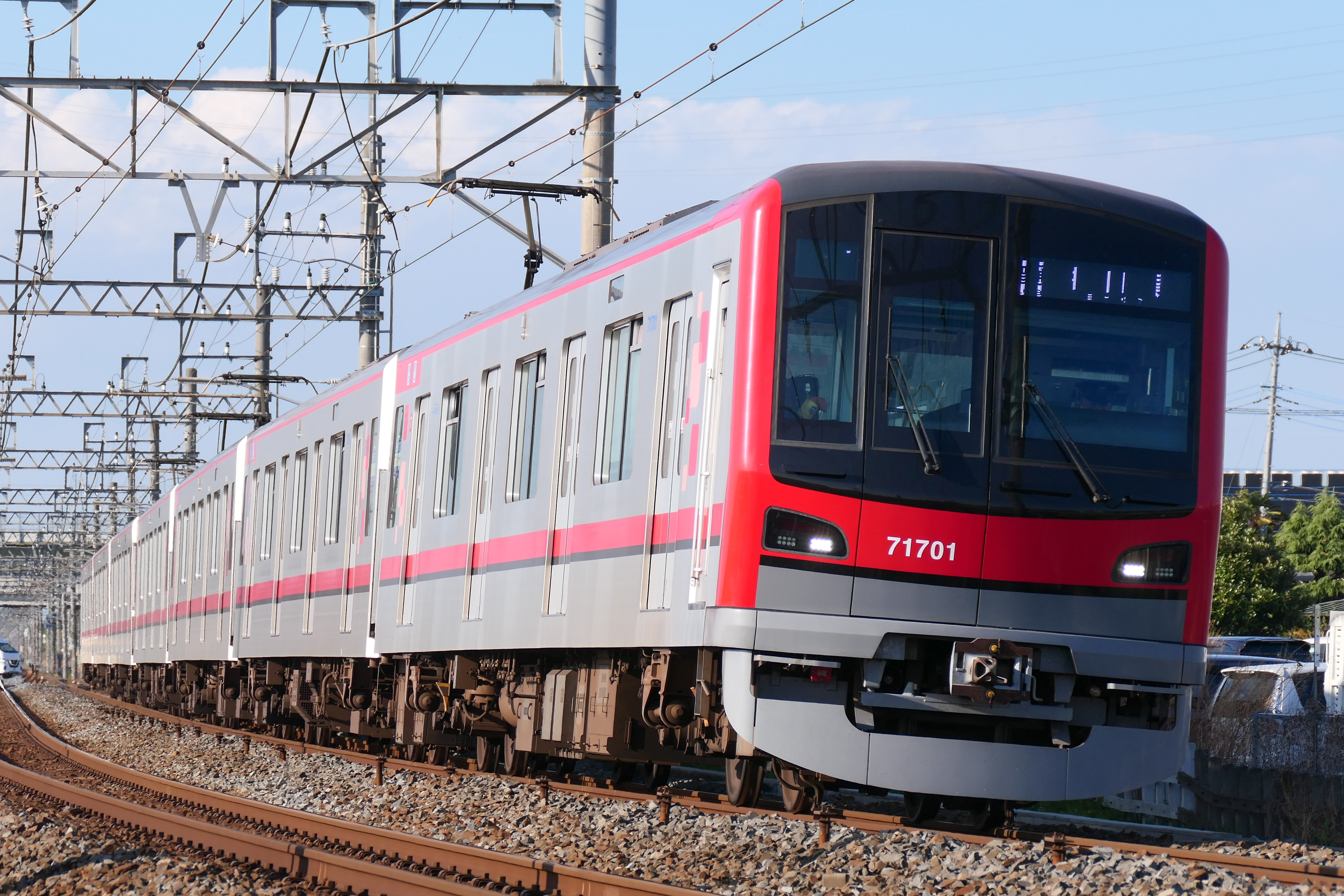
Trein van de 70000 serie.

Het bedrijf werd opgericht in november 1897 en in 1911 werd de Tojo Railway opgericht als een apart bedrijf met dezelfde president en hoofdkantoor als Tōbu.
Tōbu was de eerste maatschappij in de Kanto regio met een Viersporig baanvak tussen Kita-Senju en Takenotsuka stations in 1974, The Tobu Dobutsu Koen (Tobu Dieren Park) openende in 1981

## Lijnen
Tōbu's netwerk bestaat uit twee aparte netwerken die alleen via de Chichibu Railway lijn verbonden zijn voor het uitwisselen van materieel.
Tōbu's drie belangrijkste station in Tokio zijn Station Asakusa, Station Oshiage en Station Ikebukuro.

### Hoofdlijnen
| Lijnen          | Van/naar                                          | Afstand | Stations | Geopend | Maximale snelheid |
| --------------- | ------------------------------------------------- | ------- | -------- | ------- | ----------------- |
| Skytree-lijn    | Station Asakusa - Station Tōbu-Dōbutsu-Kōen       | 41.0    | 30       | 2012    | 110               |
| Kameido-lijn    | Station Hikifune - Station Kameido                | 3.4     | 5        | 1904    | 65                |
| Daishi-lijn     | Station Shin-Yurigaoka - Station Karakida         | 1.0     | 2        | 1931    | ???               |
| Isesaki-lijn    | Station Tōbu-Dōbutsu-Kōen - Station Isesaki       | 75.1    | 21       | 1899    | 110               |
| Sano-lijn       | Station Tatebayashi - Station Kuzū                | 22.1    | 10       | 1899    | ???               |
| Koizumi-lijn    | Station Tatebayashi - Nishi-Koizumi / Ōta Station | 12.0    | 9        | 1917    | 75                |
| Kiryū-lijn      | Station Ōta - Akagi Station                       | 20.3    | 8        | 1911    | 90                |
| Nikkō-lijn      | Station Tōbu-Dōbutsu-Kōen - Tōbu Nikkō Station    | 94.5    | 26       | 1929    | 120               |
| Utsunomiya-lijn | Station Shin-Tochigi - Tōbu-Utsunomiya Station    | 24.3    | 11       | 1931    | 90                |
| Kinugawa-lijn   | Station Shimo-Imaichi - Shin-Fujiwara Station     | 16.2    | 9        | 1917    | 75                |
| Urban Park-lijn | Station Ōmiya - Funabashi Station                 | 72.7    | 35       | 1911    | 100               |
| Totaal          | 3 lijnen                                          | 372.6   | 166      |         |                   |

### Tobu Tojo-lijnen
| Lijnen     | Van/naar                          | Afstand | Stations | Geopend | Maximale snelheid |
| ---------- | --------------------------------- | ------- | -------- | ------- | ----------------- |
| Tojo-lijn  | Station Ikebukuro - Station Yorii | 75.0    | 38       | 1914    | 105               |
| Ogose-lijn | Station Sakado - Station Ogose    | 10.9    | 8        | 1932    | 90                |
| Totaal     | 3 lijnen                          | 85.9    | 46       |         |                   |

## Andere activiteiten
Tōbu is eveneens actief als bus/taxi vervoerder. en is actief op het gebied van Vastgoed, Detailhandel en is de grootste investeerder in de Tokyo Skytree, het hoogste gebouw van Japan.